# Ligne de Sélestat à Sundhouse
La ligne de Sélestat à Sundhouse est une ancienne ligne de chemin de fer française du Bas-Rhin. Elle reliait les gares de Sélestat et de Sundhouse. La ligne est aujourd'hui déclassée et déposée.
Elle constituait la ligne n°118 000 du réseau ferré national.

## Historique
L'avis d'enquête administrative d'utilité publique pour la réalisation d'une voie ferrée entre Sélestat et Sundhouse est lancé en 1905. 
Les travaux de construction démarrent en mai 1907. Le train inaugural circule le 27 octobre 1909 et la ligne est officiellement mise en service le 30 octobre. 
Au service d'été 1932, on compte cinq allers-retours quotidiens entre Sélestat et Sundhouse. Les trains étaient composés de voitures de 2e et 3e classe. La durée du trajet était de 27 minutes.
Les ponts de la ligne sont détruits au cours de la Seconde Guerre mondiale. Une desserte routière de substitution est alors mise en place. La ligne est officiellement fermée au service voyageurs le 1er octobre 1947 puis au service marchandises le 22 mai 1954. Le déclassement (PK 1,520 à 15,074) est prononcé par décret le 12 novembre 1954.
Cette ligne était surnommée « S'Riedbahnel » (le chemin de fer du Ried).

## Caractéristiques
Les gares de la ligne étaient Sélestat, Muttersholtz, Wittisheim et Sundhouse. À Sundhouse, une correspondance vers la gare locale de Strasbourg et Marckolsheim était possible grâce à la ligne à voie métrique du réseau suburbain de la Compagnie des transports strasbourgeois.
L'ancienne gare de Sundhouse, de style néo-renaissance, existe encore de nos jours.